# Comissaria

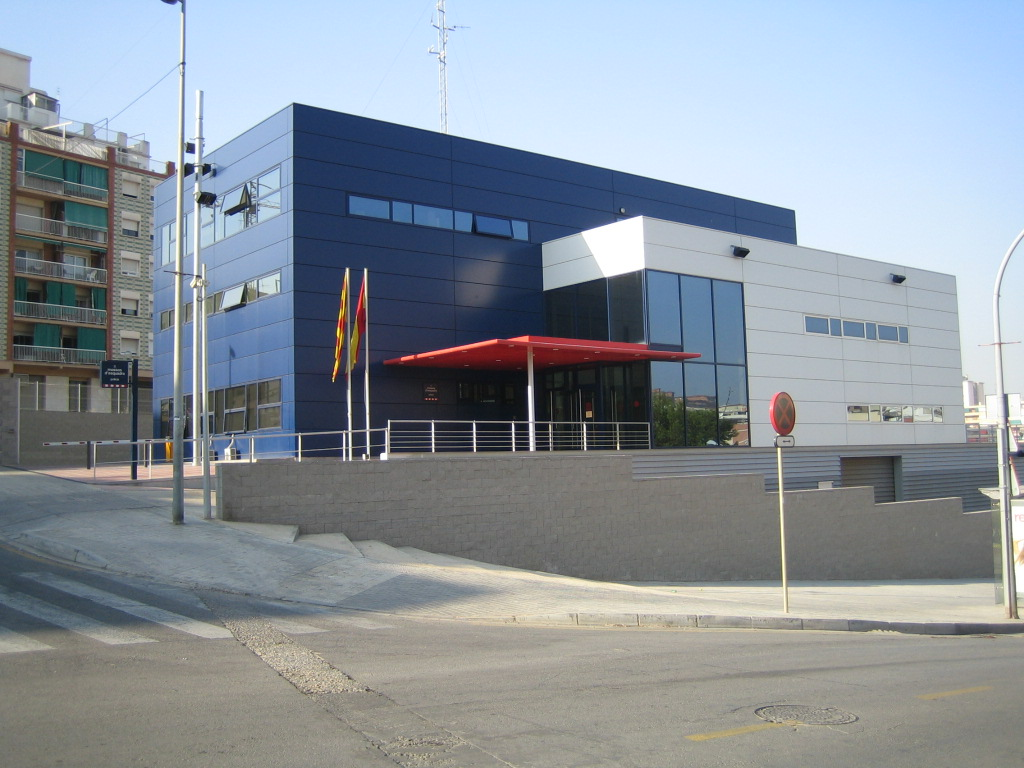
Comissaria de l'Àrea Bàsica Policial de L'Hospitalet de Llobregat

Una comissaria és un edifici, i llurs instal·lacions pertinents, que allotja els serveis policials bàsics d'una àrea territorial predeterminada (un districte, una ciutat, una comarca, etc.). Es dedica a les tasques d'atenció ciutadana, tramitació de denúncies, proximitat, atenció a les víctimes, etc. En l'àmbit lingüístic català el cap d'una comissaria no és mai un comissari, que és un rang bastant alt de les policies que hi actuen, sinó rangs inferiors de llurs escales executives. Als Mossos d'Esquadra el terme tècnic que rep una comissaria és el d'Àrea Bàsica Policial (o en alguns casos Comissaria de Districte). Al Cos Nacional de Policia s'anomena Comissaria Local (o Comissaria de Districte).